# Droga wojewódzka nr 894
Droga wojewódzka nr 894 (DW894) – droga wojewódzka o długości 54 km łącząca Lesko z Czarną.
Do 2020 roku droga miała krótszy przebieg, łączac Hoczew z Czarną.